# Charles van Beveren

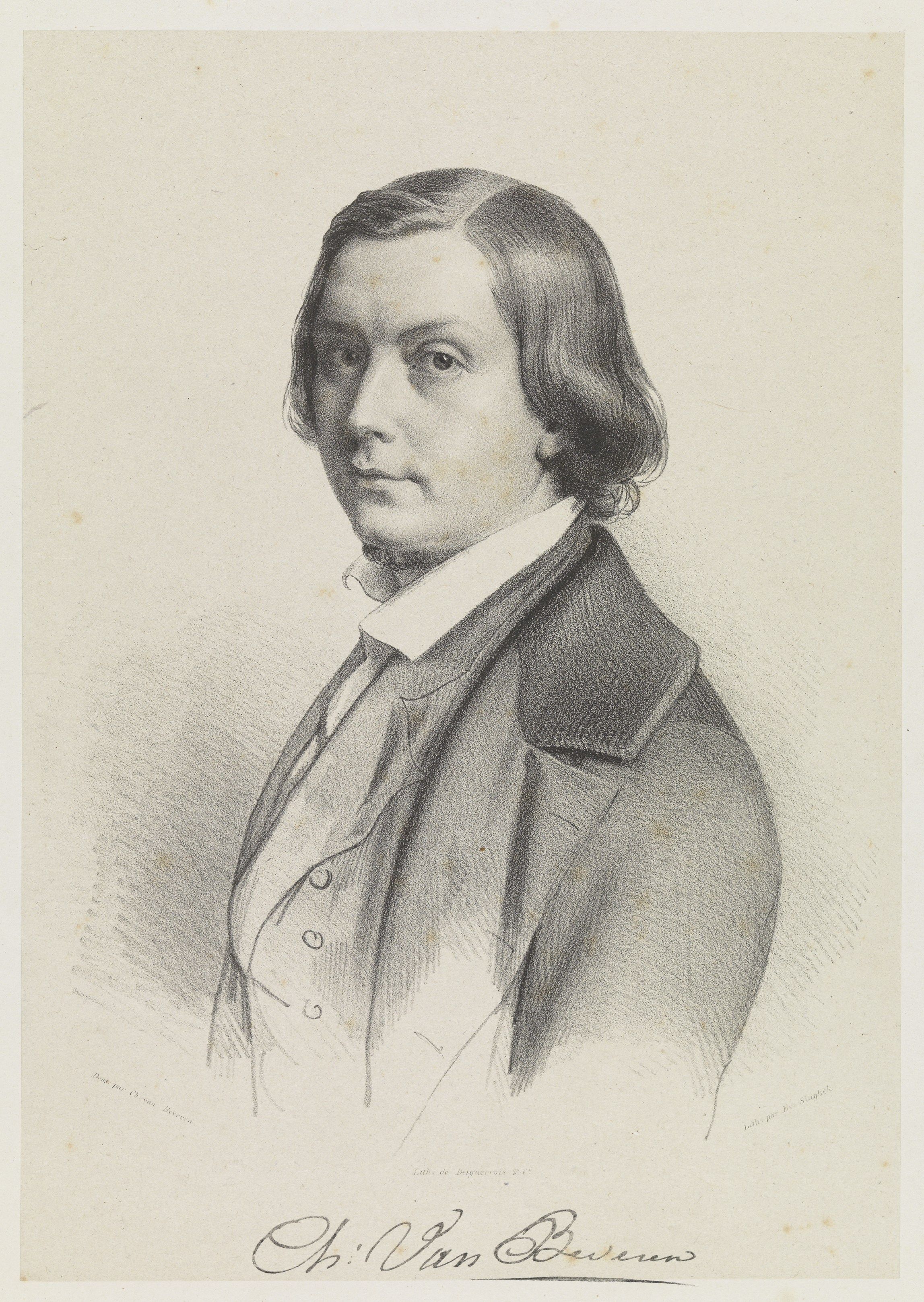
Charles Van Beveren

Charles van Beveren (* 6. April 1809 in Mechelen; † 16. September 1850 in Amsterdam) war ein Porträt-, Historien und Genre-Maler der Romantik.
Seine ersten Unterweisungen erhielt er an der Akademie seiner Heimatstadt Mechelen und an der königlichen Akademie für schöne Künste in Antwerpen. Von dort aus ging er nach Amsterdam, wo er sich insbesondere mit dem Kopieren von Gemälden alter Meister beschäftigte. 1832 wohl durch eine Erkrankung veranlasst und abermals 1834 zog es ihn nach Italien und dann nach Paris. 1849 verehelichte er sich zu Amsterdam. Kurz vor seinem Tod, der in Form einer Magenerkrankung nach ihm griff, wurde er zum korrespondierenden Mitglied der Königlich-Niederländischen Akademie der Wissenschaften berufen. Charles Van Beveren galt seinen Zeitgenossen als einer der bedeutenden Koloristen seiner Zeit. 

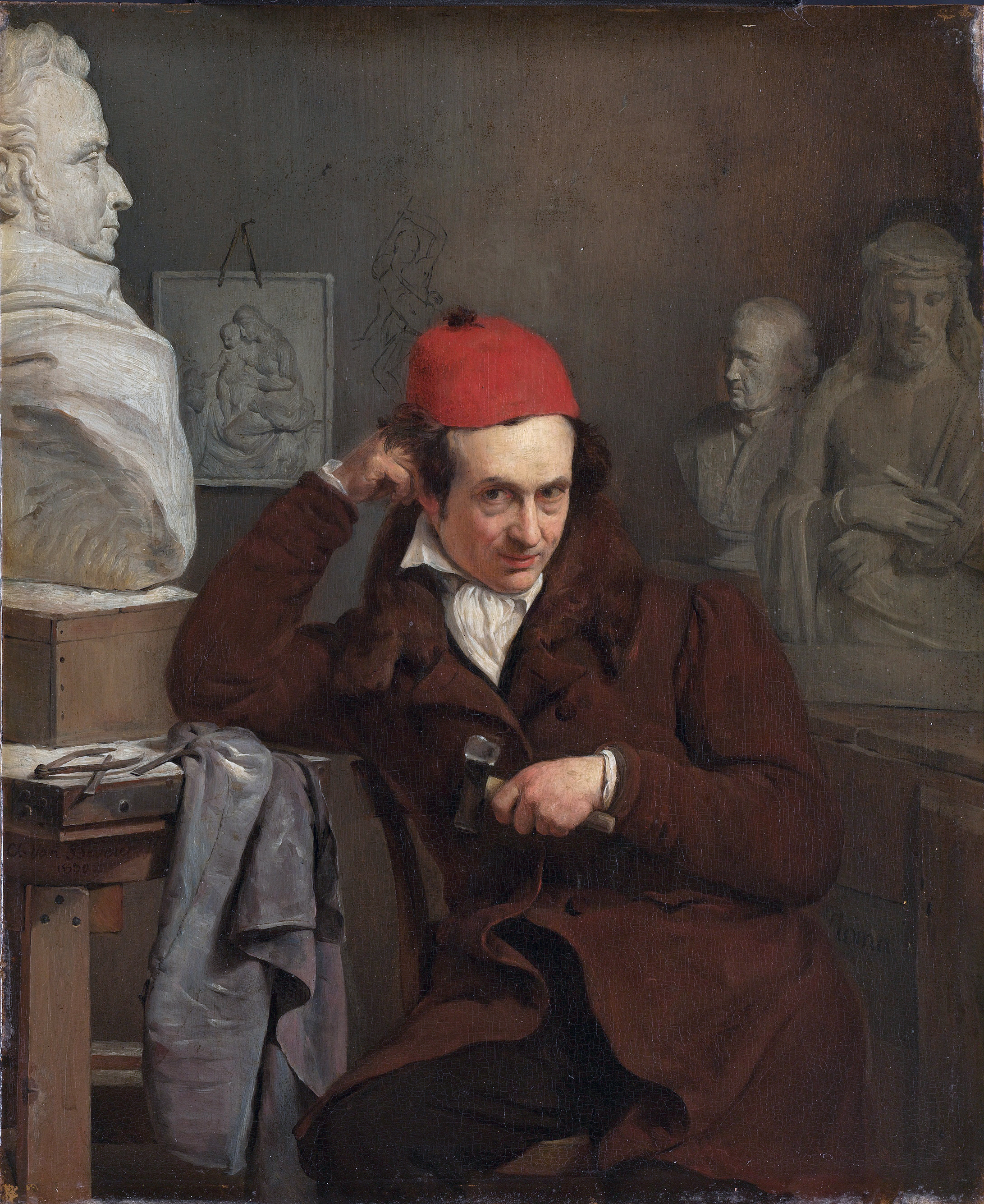
Charles Van Beveren: Louis Royer, 1830
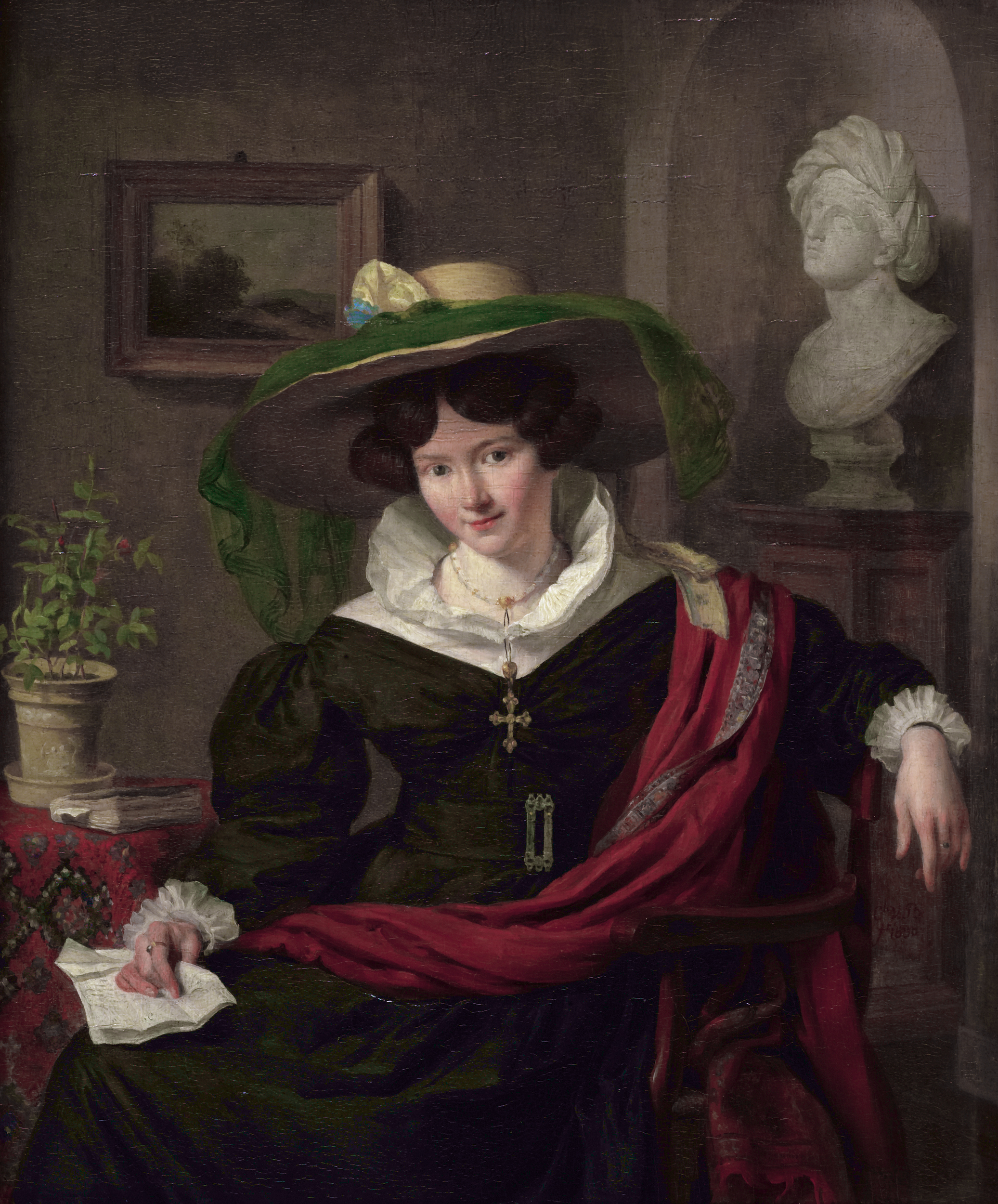
Charles Van Beveren: Porträt der Carolina Frederica Kerst
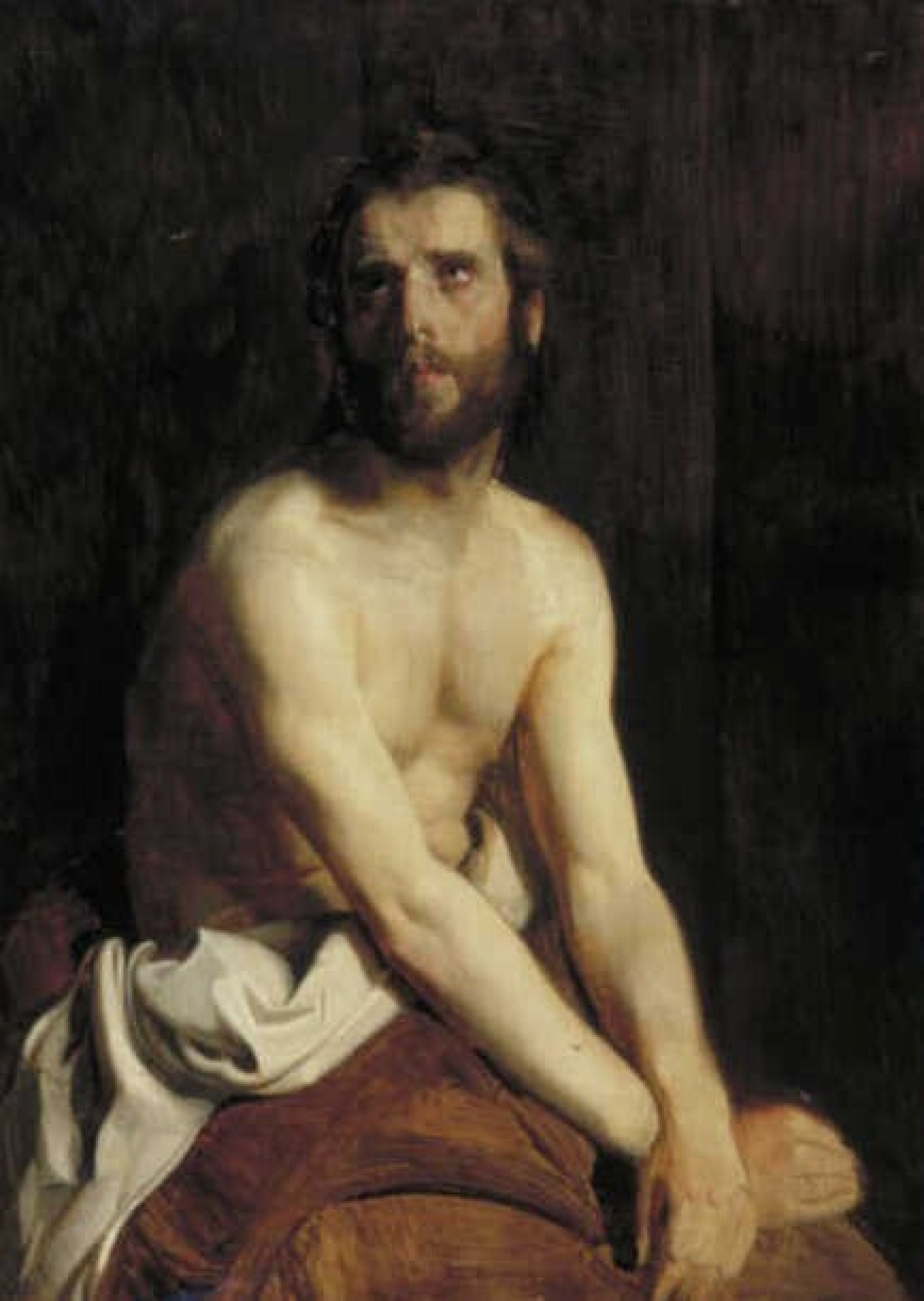
Ecce Homo
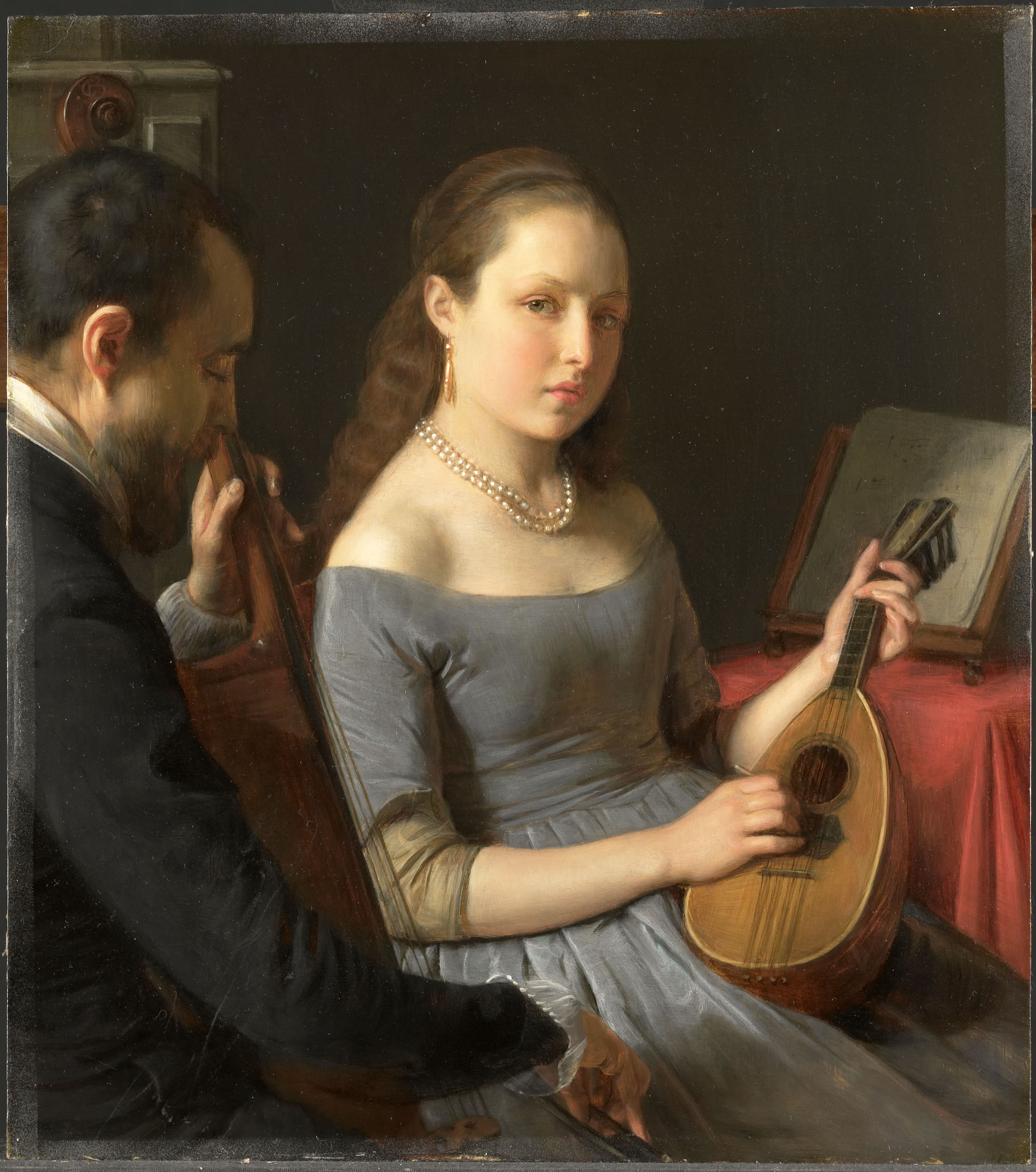
Das Duett